# 강유전체
강유전성(ferroelectricity)은 외부 전기장을 가하면 반전될 수 있는 자발적인 전기 편극을 갖는 특정 물질의 특성이다.
강유전체(强誘電體, 영어: ferroelectrics)는 외부의 전기장이 없이도 스스로 분극(자발 분극, Spontaneous polarization, Ps)을 가지는 재료로서 외부 전기장에 의하여 분극의 방향이 바뀔 수(switching) 있는 물질을 뜻한다. 주로 산화물이 많이 응용되고 있으며 BaTiO3가 가장 대표적인 재료이다.
응용 사례로서는 전자회로에 많이 사용되는 MLCC(multilayer ceramic capacitor)를 비롯하여 가스레인지 착화기등의 압전 응용 등 일상 생활에 아주 많이 사용되고 있다. 첨단 응용으로는 강유전체 기억소자(FeRAM) 응용을 위한 박막 연구가 지난 20년 정도 활발히 진행되었으나 최근에는 조금 주춤해진 상태이다. FeRAM은 DRAM의 기억 세포에 강유전체 재료를 넣어서 외부 전원이 없더라도 정보가 사라지지 않는 비휘발성의 특성을 가지며, 강유전체의 자발 분극을 이용하므로 우주선에도 강하다는 장점을 갖는다.
가장 많이 알려진 페로브스카이트 결정 구조 BaTiO3는 상온에서는 정방정(tetragonal) 결정구조를 가지며 양이온 Ti4+가 음이온 O2-의 중심보다 약간 다른 위치에 있어서 자발 분극을 갖게된다. 그런데 약 120oC 이상이 되면 결정구조가 입방정(cubic)으로 바뀌면서 자발 분극이 사라지게 된다. 이렇게 강유전성(ferroelectricity)을 잃어버리는 온도를 퀴리 온도(Curie temperature)라고 한다. 이러한 강유전 상전이는 고체상전이의 예의 하나로 퀴리 온도를 상전이 온도라고도 부른다.
강유전(Ferroelectric)이라는 용어는 강자성(Ferromagnetic)이라는 용어에서부터 나왔다. Ferromagnetic에서 Ferro-는 철을 뜻하는데 강유전성의 많은 현상들이 강자성 현상과 비슷하여 붙여진 이름이다. 그래서 중국이나 싱가포르 등에서는 한국이나 일본에서 사용하는 강유전(強誘電)이라는 용어 대신에 Ferroelectric을 직역하여 철전(鐵電)이라는 용어를 사용한다. 그러나 실제로 강유전체 재료는 철(Fe)이 포함된 재료는 거의 없다.
강유전체는 강자성체와 비슷한 이력곡선(Hysteresis loop) 특성을 보여준다. 외부 전기장(E)에 따른 분극값(P)의 변화를 나타낸 그래프가 이력곡선이다. 상온에서 강유전체이더라도 강유전체는 강유전분역(Ferroelectric domain)으로 나뉘어 있기 때문에 외부 전기장이 없을 경우 분극 값은 영에서 시작한다. 외부 전기장이 강해짐에 따라 분극값이 증가하는데 이는 외부 전기장과 같은 방향의 분역이 넓어지기 때문이다. 일정한 전기장 이상이 되면 분극값이 포화되고 외부 전기장에 따른 선형적인 증가만 보여주게 된다. 이 때의 분극값을 포화 분극(Psat, Saturation polarization)이라고 한다. 다시 전기장을 내려주면 분극값이 영으로 돌아가지 않고 외부 전기장이 없더라도 일정한 분극값을 가지게 된다. 이를 잔류 분극(Pr, Remanent polarization)이라고 부른다. 분극값이 영이 되기 위해서는 반대 방향의 전기장을 더 가해주어야 하는데 이 때의 전기장의 크기를 항전기장(EC, Coercive field)라고 부른다. 반대 방향으로 전기장을 더 가해주면 처음에 전기장을 가해 준것과 비슷한 모양으로 분극 값이 포화되고 다시 원래의 방향으로 전기장을 가해주면 포화 분극이 될 때 하나의 폐곡선(loop)을 이루게 된다. 이러한 이력곡선은 강자성체의 이력곡선과 매우 유사하며 강유전체를 나타내는 가장 대표적인 특성이다.

## 같이 보기
- FeRAM
- 유전체 (물리학)
- 압전기
- 초전기
- 응집물질물리학
- 스핀트로닉스
- 세라믹
- 다강체
- 전기 현상 목록